# Prochoerodes cubitata
Prochoerodes cubitata är en fjärilsart som beskrevs av W. Warren 1900. Prochoerodes cubitata ingår i släktet Prochoerodes och familjen mätare. Inga underarter finns listade i Catalogue of Life.